# Canal Street (Manchester)
Pour les articles homonymes, voir Canal Street.
Canal Street est une rue de Manchester, dans le nord-ouest de l'Angleterre. Cette rue piétonne, qui longe la rive ouest du Rochdale Canal, comprend de nombreux bars gays et restaurants. Le soir, et même la journée durant l'été, la rue se remplit de visiteurs parmi lesquels des personnes de la communauté LGBTQIA+ venus du monde entier. L’extrémité nord de la rue débouche sur Minshull Street et au sud elle est reliée à Princess Street.